# Albert Roccardi
Albert Roccardi, né à Rome le 9 mai 1864 et mort à Los Angeles aux États-Unis le 14 mai 1934,, est un acteur italien, principalement du cinéma muet.

## Filmographie partielle
- 1920 : Love's Flame de Carl Gregory : Monsieur Brisson
- 1921 : Le Roi des bûcherons (The Rider of the King Log) de Harry O. Hoyt : Père Laflamme
- 1921 : Les Rapaces (The Inside of the Cup) de Albert Capellani : Wallis Plimpton
- 1925 : L'École des mendiants (The Street of Forgotten Men) de Herbert Brenon : l'assistant d'Adolphe
- 1925 : Sunken Silver de George B. Seitz : Conch leader
- 1926 : Tell 'Em Nothing de Leo McCarey : Doc
- 1926 : Fools of Fashion de James C. McKay : William Norris
- 1926 : The Belle of Broadway de Harry O. Hoyt : l'associé de Laroux
- 1928 : Deux Honnêtes Fripouilles (Partners in Crime) de Frank R. Strayer : Kanelli
- 1929 : Parade d'amour (The Love Parade) de Ernst Lubitsch : le ministre des Affaires étrangères
- 1930 : Just Like Heaven de Roy William Neill : M. Fogharde